# Papilio albinus
Papilio albinus är en fjärilsart som beskrevs av Wallace 1865. Papilio albinus ingår i släktet Papilio och familjen riddarfjärilar. Inga underarter finns listade i Catalogue of Life.

## Bildgalleri

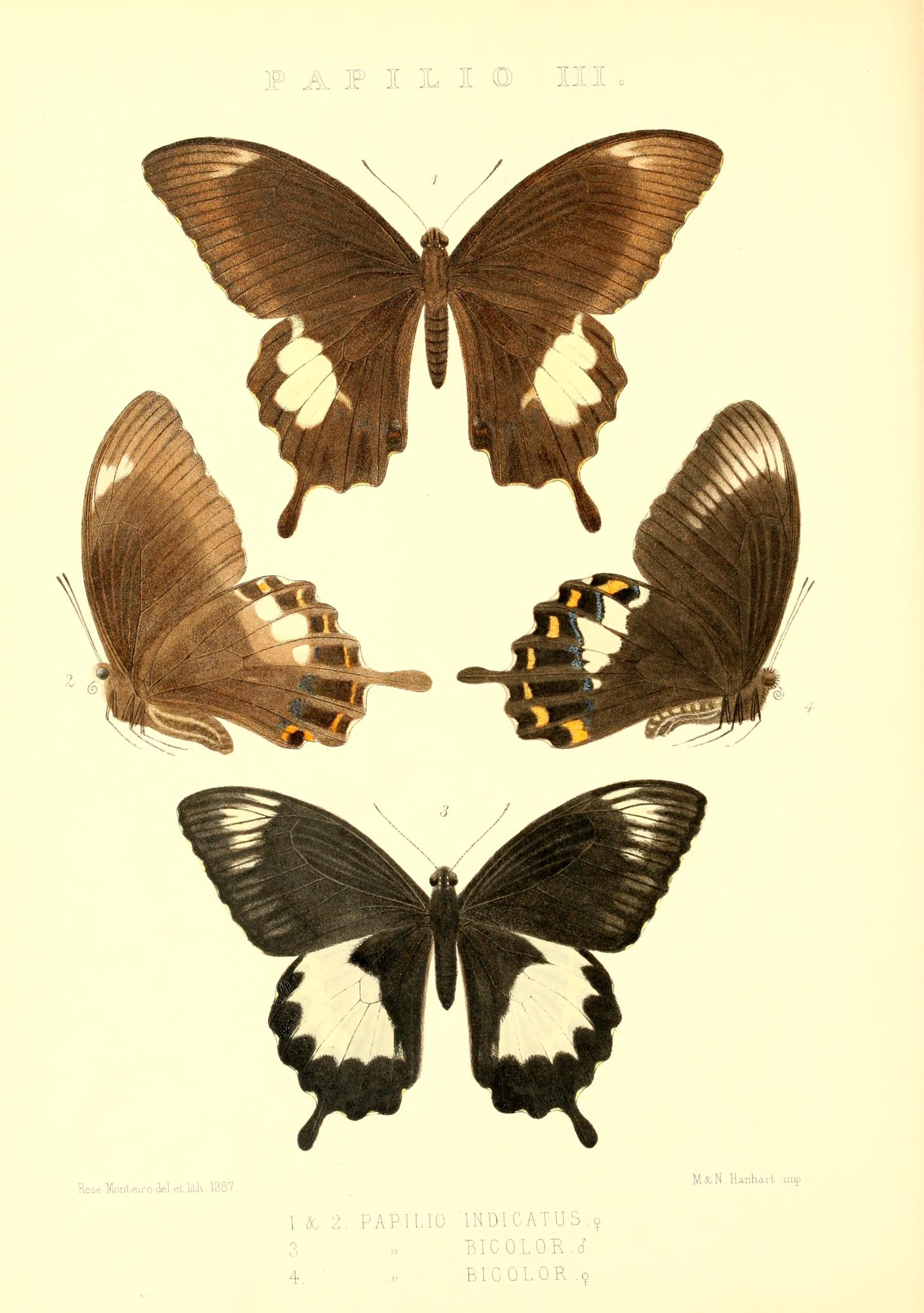